# Adrian Andreas Pfannenschmidt

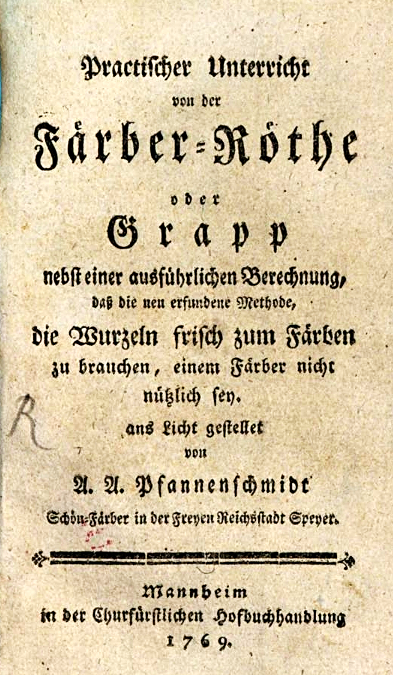
Titelblatt eines Buches von Adrian Andreas Pfannenschmidt, 1769

Adrian Andreas Pfannenschmidt (* 24. März 1724 in Quedlinburg; † 1. September 1790 in Speyer) war ein deutscher Unternehmer.

## Leben
Adrian Andreas Pfannenschmidt absolvierte nach Beendigung seiner Schulzeit eine Lehre als Schönfärber und unternahm nach deren Beendigung mehrere Reisen um sich weiterzubilden. Seine letzte Reise endete in Speyer; dort ließ er sich als Färbereibesitzer nieder. Er bemühte sich, die Färberei mit dem Färberkrapp, die er in Breslau kennengelernt hatte, einzuführen. Er versuchte hierfür, die Kultur mit der Echten Färberröte wieder anzulegen, die bereits in Speyer im 17. Jahrhundert wuchs, jedoch in Folge der kriegerischen Handlungen während des Pfälzischen Erbfolgekrieges 1689 war der Anbau vollkommen eingegangen.
Bei einer Wanderung entdeckte er unter einer Dornenhecke den Färberkrapp, der seit achtzig Jahren unerkannt und ungenutzt wuchs. Mit seinem Fund von 18 Schuh Länge und einem Gewicht von 14 Pfund begann er Land damit zu bepflanzen und entwickelte die Zubereitung im Dörr-Ofen und in der Mühle.
In vielen Versuchen gelang es ihm, trotz mangelnder Kenntnis und Erfahrung, befriedigende Resultate bei der Zubereitung des Färberkrapps zu erzielen. Er versuchte das Interesse seiner Mitbürger an der Krapp-Kultur zu wecken und scheute auch nicht vor materiellen Opfern zurück, als es sich darum handelte, für die Pflege des neuen Kulturzweiges eine ausreichende Anzahl von Anhängern zu gewinnen. Er verfasste eine Schrift, um allen unerfahrenen Pflanzern eine Unterweisung im Krapp-Anbau an die Hand zu geben. Dieser folgte eine weitere Publikation, in der er die Technik des Rotfärbens mit der Krappwurzel behandelte. Er nahm einen Kredit auf und verlieh das Geld an Interessierte weiter. Aufgrund seines Wirkens und der Veröffentlichung seiner Schriften, förderte er die Entwicklung dieses Industriezweiges in Speyer und führte gleichzeitig eine wesentliche Erweiterung des Absatzgebietes für diese Produkte herbei, das bald ein wichtiger Handelsartikel für Speyer wurde; es erschloss sich für einen größeren Teil der städtischen Einwohnerschaft eine wichtige Erwerbsquelle.
Sein Ruf als fachkundiger Kultur- und Fabrikationstechniker eröffnete ihm Beziehungen nach England, Frankreich und der Schweiz und er unterhielt eine umfangreiche Korrespondenz mit den wichtigsten Landwirten seiner Zeit, wie mit Johann Christian Schubart und Stephan Gugenmus. Einen Ruf des Regenten von Österreich sowie des Landgrafen Ludwig IX. von Hessen-Darmstadt, seinen Wohnsitz in deren Staaten zu verlegen, um dort den Krapp-Anbau einzuführen, lehnte er jedoch ab.
In Anerkennung seiner Verdienste, um die Hebung des lokalen Erwerbs, wurde er 1775 zum Ratsherr in Speyer gewählt.

## Werke
- Geheimnis, das Leinen dauerhaft roth zu färben. Mannheim 1760.[5]
- Kurzer und deutlicher Unterricht vor den Churpfälzischen Landmann wie die Färber-Röthe oder Grapp mit Vortheil anzupflanzen und zuzurichten seye. Mannheim 1767. books.google.de
- Practischer Unterricht von der Färber-Röthe oder Grapp: nebst einer ausführlichen Berechnung, daß die neu erfundene Methode, die Wurzeln frisch zum Färben zu brauchen, einem Färber nicht nützlich sey. Churfürstl. Hofbuchhandlung, Mannheim 1769. digitale-sammlungen.de